# Josh O'Connor
Josh O'Connor (Southampton, 20 mei 1990) is een Brits acteur.

## Biografie
O'Connor groeide op in Cheltenham in een gezin met een oudere en een jongere broer. Hij ging naar een privéschool en bracht in de weekends veel tijd door in het lokale kunstcentrum. Op achttienjarige leeftijd ging hij studeren aan de Bristol Old Vic Theatre School. Na zijn studie verhuisde hij naar Londen en verkreeg zijn eerste rolletjes in Lewis en Doctor Who. In 2014 had O'Connor een gastrol in een seizoen van Peaky Blinders.
Hij maakte vervolgens zijn doorbraak in de film God's Own Country. Met deze film won O'Connor de prijs van beste acteur bij de British Independent Film Award in 2017. Via Vanessa Kirby werd O'Connor op de hoogte gesteld van het casten van een jonge Prins Charles voor The Crown een rol waar hij uiteindelijk voor werd gecast. Voor deze rol won hij in 2020 de BAFTA de prijs voor beste mannelijke bijrol. In 2024 was hij te zien in de film Challengers, met onder meer Zendaya.